# Amigos
Amigos este al șaptelea album de studio al trupei Santana. Albumul conținea minihitul "Let It Shine" lansat ca single, și a fost primul album al formației care a intrat în top 10 Billboard de la Caravanserai din 1972. Amigos este văzut ca un album mult mai accesibil decât precedentele materiale Santana. 

## Tracklist
1. "Dance Sister Dance (Baila Mi Hermana)" (Leon Chancler/Thomas Joseph Coster/David J. Rubinson) (8:15)
2. "Take Me with You" (T. Coster/L.N. Chancler) (5:27)
3. "Let Me" (T. Coster/D.C. Santana) (4:51)
4. "Gitano" (A. Peraza) (6:13)
5. "Tell Me Are You Tired" (T. Coster/L.N. Chancler) (5:42)
6. "Europa (Earth's Cry Heaven's Smile)" (C. Santana/T. Coster) (5:06)
7. "Let It Shine" (D. Brown/R. Gardner) (5:43)

## Single
- "Let It Shine" (1976)

## Componență
- Carlos Santana - voce, chitară, percuție
- David Brown - chitară bas
- Tom Coster - claviaturi, voce
- Leon „Ndugu” Chancler - baterie, percuție
- Armando Peraza - percuție, voce
- Greg Walker - voce
- Ivory Stone - voce
- Julia Tillman Waters - voce
- Maxine Willard Waters - voce